# Ballée
Ballée ist eine Ortschaft und eine Commune déléguée in der französischen Gemeinde Val-du-Maine mit 704 Einwohnern (Stand 1. Januar 2022) im Département Mayenne in der Region Pays de la Loire. Die Einwohner werden Balléens genannt.
Die Gemeinde Ballée wurde am 1. Januar 2017 mit Épineux-le-Seguin zur Commune nouvelle Val-du-Maine zusammengeschlossen. Sie gehörte zum Arrondissement Château-Gontier und zum Kanton Meslay-du-Maine.

## Geographie
Ballée liegt rund 30 Kilometer westsüdwestlich von Laval an der Erve.

## Einwohnerentwicklung
| Jahr                       | 1962 | 1968 | 1975 | 1982 | 1990 | 1999 | 2006 | 2013 |
| Einwohner                  | 606  | 624  | 584  | 592  | 586  | 665  | 737  | 699  |
| Quellen: Cassini und INSEE |      |      |      |      |      |      |      |      |

## Sehenswürdigkeiten
- Kirche Saint-Sulpice, Monument historique
- Schloss Linières aus dem 17. Jahrhundert, seit 1983 Monument historique

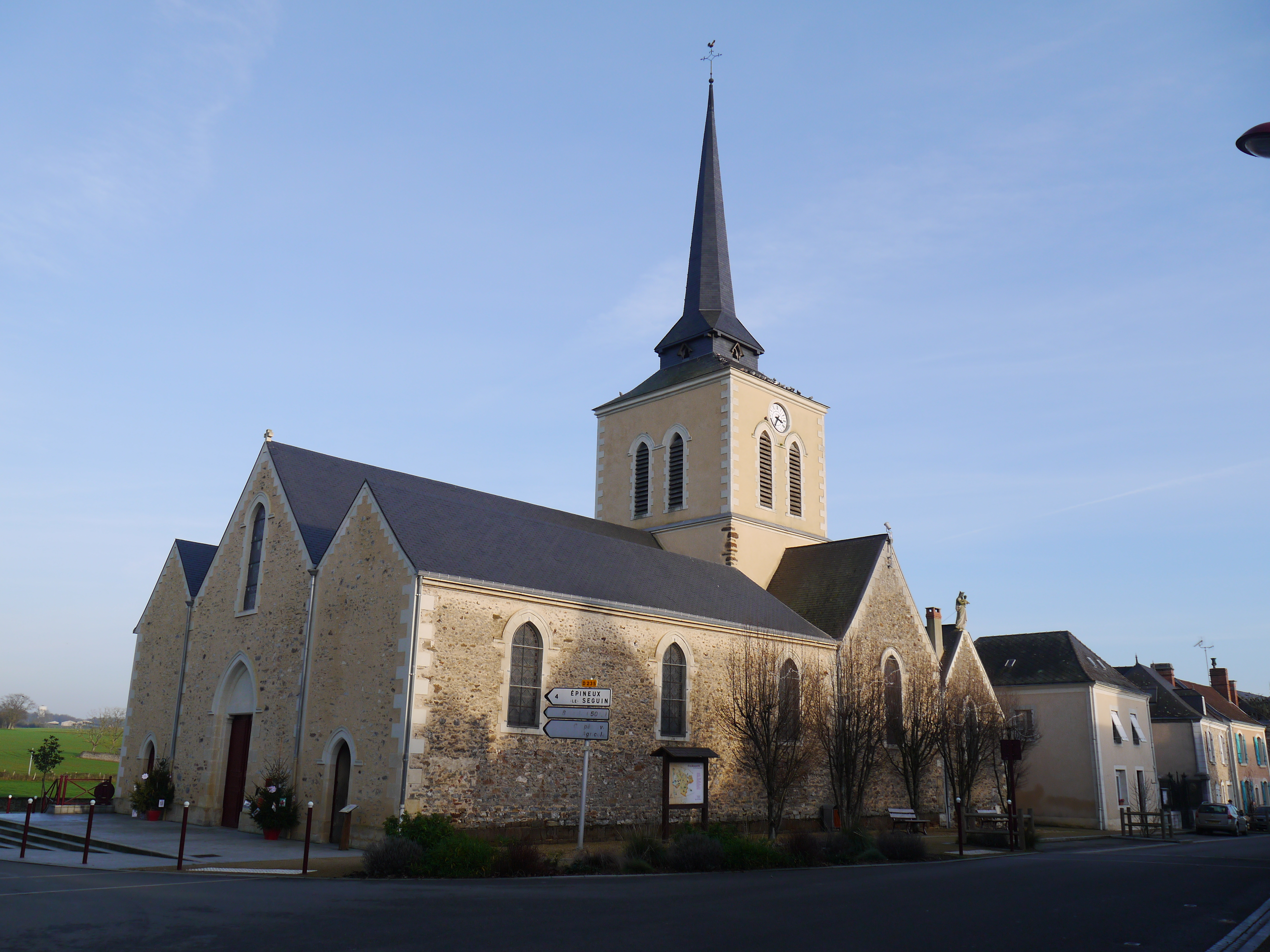
Kirche Saint-Sulpice